# Lavandula losae
Lavandula losae là một loài thực vật có hoa trong họ Hoa môi. Loài này được Sánchez Gómez, Alcaraz & García Vall. mô tả khoa học đầu tiên năm 1991 publ. 1992.